# Ragazzo (film)
Ragazzo è un film del 1934 diretto da Ivo Perilli, considerato un film perduto e noto per essere l'unico ad aver subito una censura totale da parte del fascismo.

## Trama
Giovanni vive in un quartiere popolare della periferia romana. Quando il padre muore, vittima di un incidente, la famiglia torna al paese di origine, mentre lui resta in città per conservare il lavoro da operaio. Rimasto solo, comincia a frequentare l'ambiente della boxe ed a passare tutto il tempo libero in locali poco raccomandabili. Attirato da "Principessita", una giovane donna che lo irretisce, viene coinvolto nella preparazione di un furto in una ricca villa della quale la madre era la custode.
Invano Antonietta, che gli vuol bene, cerca di dissuaderlo dalle cattive compagnie, mentre lui sta scivolando verso la delinquenza. Ma un giorno incontra per caso un esponente fascista che lo prende a benvolere e lo indirizza verso le strutture giovanili del P.N.F. A contatto con la nuova realtà, si rende conto degli errori che sta commettendo e trova la forza per ribellarsi ai suoi complici. Alla fine chiede di aderire alle forze giovanili del fascismo, dove potrà seguire una nuova morale di vita.

## Produzione

### Soggetto e sceneggiatura
Il film nacque da un'idea di Sandro De Feo e di Nino D'Aroma, al tempo Federale del Partito fascista a Roma, ma con interessi teatrali ed artistici, che poi fu il marito dell'attrice Tat'jana Pavlovna Pavlova. Per motivi diversi entrambi erano interessati a promuovere un soggetto edificante sulla capacità di recupero d'un giovane traviato di cui dava prova il fascismo.

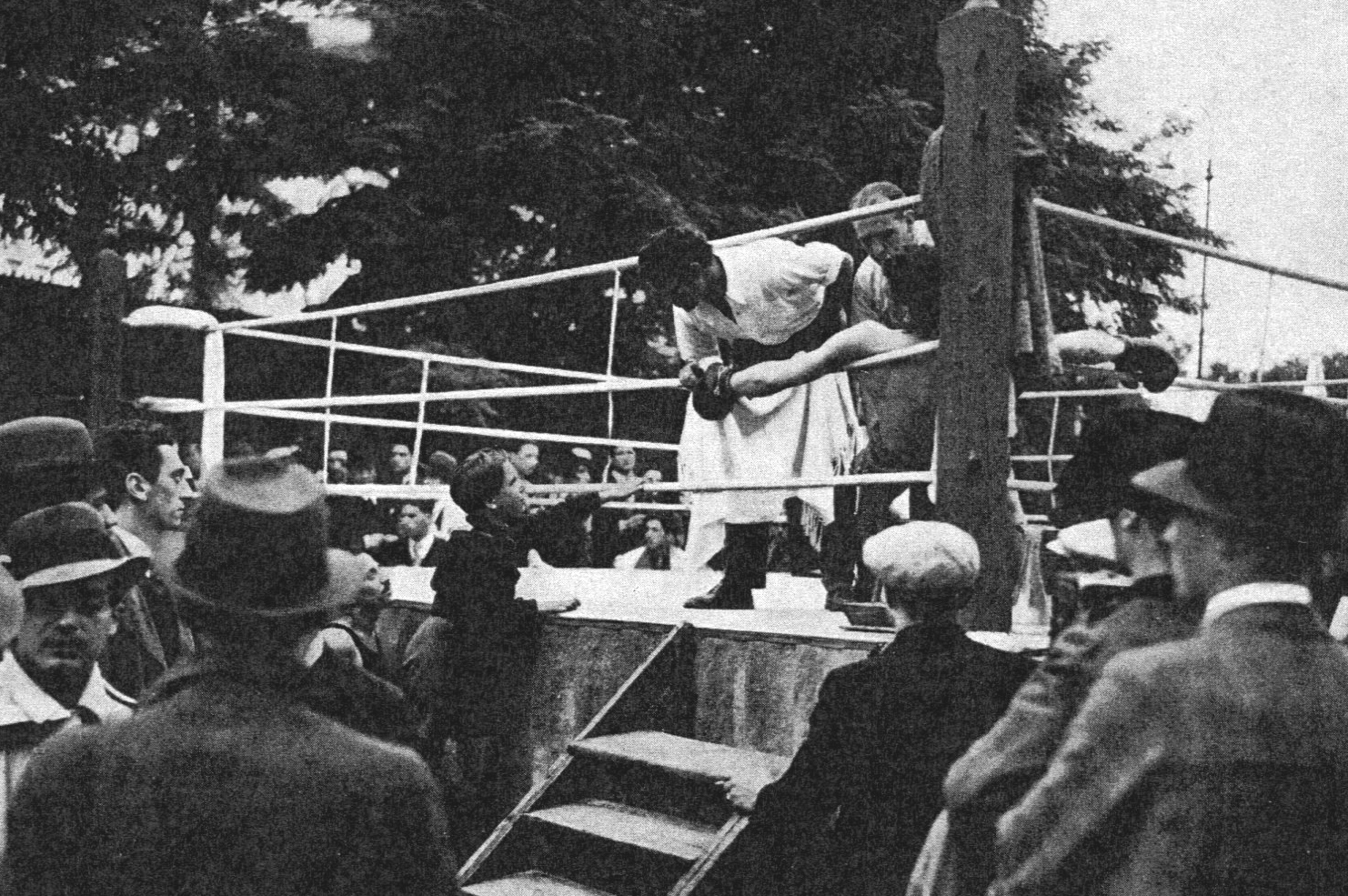
Foto di scena. L'ambiente della boxe all'aperto in una zona della periferia di Roma

Anna Vinci, Costantino Frasca ed Aristide Garbini - scena del film

La realizzazione del film fu affidata alla "Cines", a quel tempo la più importante casa di produzione attiva in Italia, di cui sino al novembre 1933 era stato direttore artistico lo scrittore e letterato Emilio Cecchi, il quale l'aveva portata ad impegnarsi nella realizzazione di film di grande rilievo (l'anno prima era stato prodotto Acciaio). Perilli era un giovane che si era distinto alla "Cines" come regista del documentario Zara, in cui veniva vantata la "romanità" della città dalmata. Per questo venne indicato dapprima come sceneggiatore del film assieme allo stesso Emilio Cecchi, e poi come regista di questo suo primo lungometraggio a soggetto, annunciato come «un'opera d'arte di gran mole per un film a sfondo sociale».

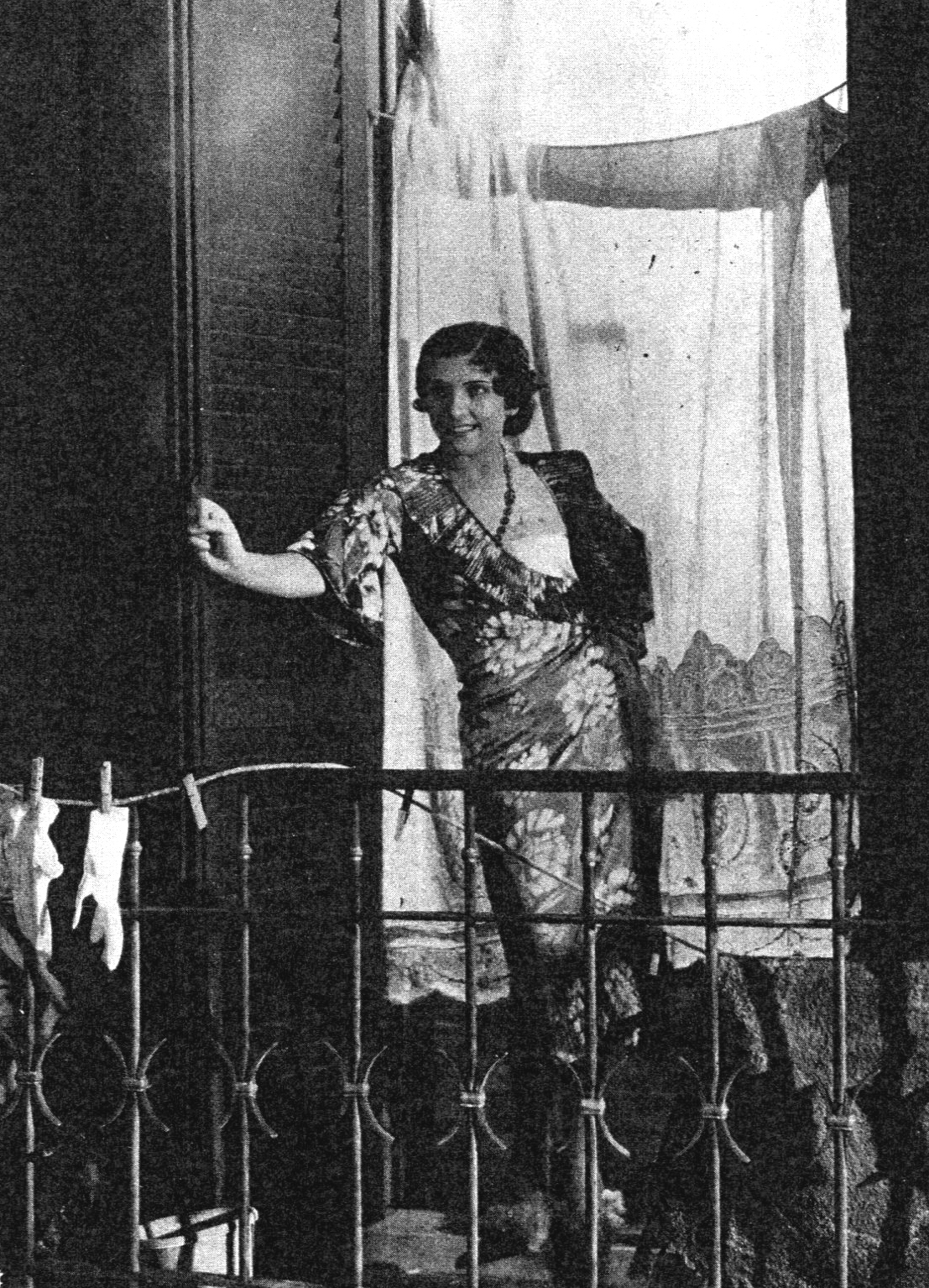
Isa Pola è "Principessita"

Nella stesura del copione, Perilli e Cecchi trassero una forte ispirazione da un film sovietico, Il cammino verso la vita di Nikolai Ekk, presentato nel 1932 alla prima edizione della Mostra di Venezia, nel quale veniva raccontata una vicenda di ragazzi rimasti orfani a causa della Guerra civile russa. Nonostante la sua provenienza ideologica, quel film era stato molto apprezzato nel corso della manifestazione veneziana, dato che «stranamente il fascismo guardava con interesse al cinema sovietico».
Nel 1953, Fausto Montesanti, allora Direttore del Centro sperimentale di cinematografia, ricostruì, sulla base di documenti ancora esistenti negli archivi del Centro, le modalità con cui le pellicole che vi erano conservate andarono perdute.
Il 31 ottobre 1943, durante l'occupazione di Roma, una pattuglia di militari tedeschi requisì, con il consenso del Ministero della Cultura Popolare, le attrezzature del Centro e in tale occasione vennero sottratte anche le bobine dei film, compreso anche Ragazzo (solo pochi, e tra essi Cabiria, poterono essere salvati in nascondigli improvvisati). 
Tutto il materiale prelevato fu inviato in treno verso la Germania, dove pare che, per un certo tempo le pellicole siano state conservate nei pressi di Berlino. Poi a seguito della confusione bellica e dei bombardamenti aerei se ne persero le tracce. Queste circostanze vennero confermate nel dopoguerra da Richard Quaas che era stato l'ultimo direttore del "Reichsfilmarchiv" tedesco.
Alla fine del conflitto furono fatti diversi tentativi di recuperare quel materiale, anche rivolgendosi alle autorità sovietiche quando sembrò che esso fosse rimasto in una zona della Germania occupata all'inizio del 1945 dall'Armata Rossa avanzante, ma anche questi tentativi non sortirono alcun risultato. Ad oggi, quindi quei film sono considerati definitivamente perduti.

### Riprese
Con queste premesse, Perilli, invece di ricostruire le scene nei teatri di posa di via Vejo, andò a girarne molte nei quartieri periferici, tra i caseggiati popolari, oppure nei miseri ambienti di quanti vivevano sulle sponde del Tevere, dove erano ormeggiati chiatte e pontoni. Anticipando scelte future del cinema italiano, anche il protagonista non era un attore professionista, ma fu individuato in Costantino Frasca, un giovane lavoratore di ventun anni del Poligrafico dello Stato di Via Gino Capponi, affiancato da Isa Pola, al tempo attrice "di punta" della "Cines", già interprete della Canzone dell'amore e di Acciaio.
Queste novità di ambienti e personaggi realistici indusse alcuni commentatori a presentare positivamente il film di Perilli mentre era ancora in lavorazione, segnalandolo come una dimostrazione della "rinascita" del cinema italiano dopo la crisi degli anni venti. «L'aspirazione degli autori è quella di uscire dagli schemi mondani, sentimentali e medio borghesi, i due poli tra cui ha largamente oscillato il nostro cinema, per rifarsi a motivi della vita d'oggi». Anche un osservatore attento come Francesco Pasinetti segnalò Ragazzo, mentre era in lavorazione, come un esempio di rinnovamento del cinema italiano: «il nuovo film che la "Cines" sta fabbricando [è un] soggetto vivamente attuale ed importante».
Le riprese iniziarono il 18 aprile 1933 e durarono sino a giugno. Ma successivamente per molti mesi le cronache del tempo non diedero notizie del film e solo un anno dopo esso veniva dichiarato pronto per la distribuzione, anche se in realtà esso non risulta essere mai stato presentato alla commissione di censura.

### Il veto del regime
I segnali di difficoltà, già palesati dai ritardi, si concretizzarono quando era ormai imminente la "prima" prevista al cinema "Corso" di Roma. Già annunciato con un articolo sul Messaggero, e con i manifesti già affissi, il film venne bloccato. Ragazzo non uscì mai più e su di esso calò un silenzio totale, per cui non sono disponibili, salvo i commenti precedenti, critiche o recensioni che lo descrivano. Secondo qualche osservatore, l'ordine di sequestro della pellicola non riuscì ad arrivare in tempo in tutte le città, ed in qualche località periferica fu possibile assistere ad una, per quanto momentanea, proiezione. L'unica copia venne depositata presso la Cineteca del Centro sperimentale di cinematografia, dove fu visto e studiato dagli allievi. Poi andò perduto, come molti altri, durante il periodo dell'occupazione tedesca di Roma (v. riquadro).

## Ipotesi sul motivo della censura
Ragazzo è l'unico film che sotto il fascismo ebbe un veto totale - si è sostenuto, benché la circostanza non sia documentata, a seguito di un intervento personale dello stesso Mussolini - mentre era già prodotto e pronto per la programmazione, quando in molti altri casi la censura era intervenuta ancora in fase preventiva, oppure li aveva autorizzati dopo tagli o revisioni consistenti. Sui motivi di questo intervento così inusuale, gli storici, pur non avendo potuto visionarlo, hanno avanzato ipotesi diverse.
Vi è stato chi ha attribuito tale intervento, più che al contenuto del film, al fatto che esso fosse sponsorizzato da Nino D'Aroma, dirigente fascista che a quel tempo era caduto in disgrazia presso la alte gerarchie del regime, anche se poi venne "riabilitato" sino a diventare nel periodo di Salò Presidente dell'Istituto Luce.
Secondo altri il motivo del blocco è invece da attribuire all'ambientazione eccessivamente verista del film: «I censori bocciarono il film per alcuni momenti realistici a loro parere troppo crudi, per le riprese dal vero in quartieri urbani miserabili e malfamati [che] parvero ai gerarchi timorosi decisamente intollerabili», oltre al fastidio che in molti dirigenti fascisti, suscitavano i film di sapore propagandistico, a cui preferivano opere di svago, quelle che poi alla fine degli anni trenta saranno le commediole dei "telefoni bianchi". Inoltre, nonostante il finale edificante, «il film insinuava che il fascismo reclutava i suoi gregari tra mascalzoni, ladruncoli, gentaglia, contro una "rivoluzione" che adesso era preoccupata di far dimenticare i suoi trascorsi canaglieschi».
Questo complesso di elementi «segnala la difficoltà di rappresentare sullo schermo una storia ambientata nella Roma popolare di quegli anni, una città che gli urbanisti del regime si preparano a "risanare" a colpi di piccone». Nel dopoguerra, benché non più visibile, il film, fu riconosciuto come «una anticipazione timida ma singolare di alcuni aspetti del cinema italiano del dopo guerra [con] un coraggioso ed inedito tentativo di accostarsi alla realtà quotidiana».
Il veto aveva sorpreso non poco gli autori del film. Rievocando quarant'anni dopo quella vicenda, Perilli ammise che «a noi sembrava di essere stati ortodossi [perché] alla fine il ragazzo è recuperato dalle organizzazioni giovanili fasciste. Invece fu bocciato senza appello. Ma qualche spunto di Ragazzo servì poi a Castellani ed allo stesso Cecchi per Sotto il sole di Roma».